# Adam Wiktor
Adam Wiktor herbu Brochwicz – podwojewodzi biecki w 1710 roku, towarzysz chorągwi husarskiej królewicza.